# Callionymus japonicus
Callionymus japonicus is een straalvinnige vissensoort uit de familie van pitvissen (Callionymidae). De wetenschappelijke naam van de soort is voor het eerst geldig gepubliceerd in 1782 door Houttuyn.